# Bulbophyllum sinapis
Bulbophyllum sinapis là một loài phong lan thuộc chi Bulbophyllum.